# Diecezja Palayamkottai
Diecezja Palayamkottai – diecezja rzymskokatolicka w Indiach. Została utworzona w 1973 z terenu archidiecezji Maduraj.

## Ordynariusze
- Savarinathen Iruthayaraj (1973 – 1999)
- Jude Gerald Paulraj (2000 – 2018)
- Antonysamy Savarimuthu (2019 – 2025)